# Экономика нацистской Германии
Эконо́мика нацистской Германии — этап экономической истории Германии в период 1933—1945 гг., при котором управление народным хозяйством страны и способом его включения в международное разделение труда осуществлялись в соответствии с национал-социалистическими доктринами нацистской Германии. В германской экономике того периода широко использовались элементы планирования, экономического программирования и другие инструменты активного вмешательства государства в экономические процессы. Позднее, в СССР и ГДР экономику нацистской Германии определяли как государственно-монополистический капитализм, однако это определение подвергалось критике; также были определения государственный капитализм, «тоталитарный монополистический капитализм» (Франкфуртская школа).
В период Второй мировой войны экономика нацистской Германии ограниченно практиковала использование рабского труда в концлагерях и разграбление оккупированных стран (изъятие их ресурсов в пользу германского хозяйства) вплоть до демонтажа и вывоза оборудования в Германию, что играло существенную роль в поддержании стабильности экономических параметров несмотря на гипертрофированные масштабы военного производства. Наиболее неприкрыто оккупационная администрация нацистской Германии занималась грабежом на территории СССР.

## Экономические предпосылки возникновения нацистской Германии
После поражения кайзеровской Германии в Первой мировой войне и отречения императора Вильгельма II, в 1919 году Германским национальным собранием в Веймаре была принята конституция и учреждена республика. В результате заключённого по итогам войны Версальского договора Германия потеряла все свои колонии, лишилась 1/8 части своей европейской территории, общей площадью около 67,5 тыс. км², на которых проживало 5,5 млн жителей. Кроме этого, Германия обязалась выплатить репарации в размере 132 млрд марок в течение 37 лет.
Отказ от привязки к золотому стандарту и неконтролируемая эмиссия марки привели к галопирующей инфляции. К середине 1923 года экономика Германии достигла нижней точки: расходы на репарации, выплату пособий по безработице и трудоустройству демобилизованных солдат привели к росту дефицита бюджета, безработица составляла порядка 30 %, курс марки менялся каждый час, в оборот были введены миллиардные банкноты. В ноябре 1923 года курс доллара США составлял 4,2 трлн. марок.
Для борьбы с инфляцией в Германии был создан «Рентный банк» (нем. Rentenbank), который возглавил Ялмар Шахт. Согласно «Плану Шахта» 15 ноября в оборот была введена рентная марка, являющейся официальным средством платежа и обеспеченная землёй и недвижимостью. Курс рентной марки к бумажной составлял 1:1 000 000 000 000, а эмиссия новой валюты была жёстко ограничена. 22 декабря Шахт стал главой Рейхсбанка, получив контроль над кредитно-денежной политикой. Установленный жёсткий контроль над государственными расходами и увеличение доходов позволили остановить инфляцию.
Преодоление гиперинфляции дало возможность реализовать «План Дауэса», предложенный генералом Ч. Дауэсом. Германия получала отсрочку по выплатам репараций, а США предоставили кредиты на восстановление экономики. На протяжении 1924—29 годов в Германию поступило кредитов на сумму более 5 млрд долларов США. В 1924 году в обращение была введена полностью конвертируемая рейхсмарка, привязанная к золотому стандарту. После восстановления денежной системы началось постепенное оживление экономики, связанное с ростом международной торговли.
К 1927 году Германия достигла уровня довоенного производства, а по общему объёму промышленного производства заняла второе место в мире после США. Основными рынками сбыта германских товаров стали страны Юго-Восточной Европы — Королевство Венгрия, Румыния, Болгария, с которыми в 1927 году были подписаны торгово-экономические соглашения.
К 1929 году положение Германии окрепло, однако рост экономики по-прежнему базировался на внешних заимствованиях, в основном краткосрочных. Бюджет оставался дефицитным из-за необходимости репарационных выплат. В июне 1929 года на Гаагской конференции по репарациям был принят «План Юнга», разработанный главой General Electric американским финансистом О. Юнгом. Сумма репараций уменьшалось до 112 млрд рейхсмарок, которые надлежало выплатить в течение 58,5 лет.
24 октября 1929 года произошло обвальное падение курса американских акций на Нью-Йоркской фондовой бирже. За обвалом фондового рынка последовал кризис в банковской системе США. В этих условиях было полностью прекращено кредитование германской экономики, более того, начался массовый отток капитала. Вследствие сокращения объёмов международной торговли экспортно-ориентированная экономика Германии начала падать. Уменьшение спроса на немецкие товары привело к росту безработицы и наращиванию бюджетного дефицита.
В марте 1930 года пост главы Рейхсбанка покинул Ялмар Шахт, требовавший сократить социальные расходы и отказаться от выплаты репараций. В 1931 году рейхсканцлер Генрих Брюнинг на заседании международной комиссии по репарациям заявил о вероятности государственного дефолта Германии. По инициативе президента США Герберта Гувера Германии была предоставлена отсрочка в выплате репараций (сначала на один год, а позднее на 15 лет). В том же году началась серия банкротств немецких банков и концернов, причём в их числе был один из крупнейших банков Германии — Dresdner Bank. Чтобы справиться с паникой, правительство объявило банковские выходные. По их окончании был наложен мораторий на снятие денег со счёта. Далее Рейхсбанк понизил ставку рефинансирования и сократил процент по текущим займам. Государству пришлось проводить реструктуризацию проблемных банков. Финансовый кризис перерос в кризис производства. В период с 1929 по 1932 годы ВВП сократился на 25 %, промышленное производство на 40 %, сельскохозяйственное на 30 %, а безработица достигла 30 %. Повсеместно происходило сокращение зарплаты, на предприятиях начались локауты и забастовки.
Проводимая антикризисная «дефляционная» политика кабинета Брюнинга включала сокращение государственных (в первую очередь — социальных) ассигнований из бюджета, увеличение налоговой нагрузки, санацию банковской сферы. Правительству удалось предотвратить крушение финансовой системы Германии благодаря выкупу обязательств крупных проблемных банков, реструктуризации их задолженности и введению постоянного банковского надзора. Однако прочие проводимые мероприятия лишь усугубили кризис в германской экономике — падение продолжалось, а социальная напряжённость и недовольство граждан создавшимся положением резко возросли.
В январе 1932 года Германия в одностороннем порядке отказалась от дальнейшей выплаты репараций, летом того же года на международной конференции в Лозанне с этим решением согласились державы-победительницы. Всего, по различным оценкам, Германией было выплачено от 12 до 44 млрд рейхсмарок репараций.

## Экономика в довоенные годы 1933—1939

### Милитаризация экономики

Динамика безработицы в 1933-39 годах

Спустя несколько дней после вступления Адольфа Гитлера в должность рейхсканцлера он заявил, что для преодоления экономического кризиса будут предприняты действия помимо программы по трудоустройству, на проведение которой в бюджете 1933 года было заложено 3,1 миллиарда рейхсмарок. Необходимость приобретения рейхом новых территорий была одним из главнейших пунктов нацистской идеологии. Но в связи с неизбежным насильственным характером данного приобретения требовалось воссоздание вооружённых сил. Проведение в жизнь идеологии жизненного пространства (см. «Кровь и почва») и программа автаркии требовали целенаправленного и эффективного использования государственных средств.
Экономисты из различных сфер, таких, как военная служба, публицистика и экономика, согласились с потребностями экономики в мирное время, среди которых были:
- Определение спроса промышленности на сырьё
- Обеспечение топливом
- Приспособление транспорта к условиям военного времени
- Контроль за военными расходами

В рамках программы, разработанной статс-секретарём министерства финансов Фрицем Рейнгардтом, были выделены несколько подпрограмм по созданию рабочих мест, в том числе
- Landhilfer — землеустроительные работы в сельском хозяйстве
- Arbeitsdienstwillige — добровольцы трудовых услуг
- Notstandsarbeiter — работы в чрезвычайных ситуациях
- Fursorgearbeiter — общественная помощь

По истечении месяца, начиная с 31 июля 1933 года, лица, зарегистрированные в качестве участников этих подпрограмм (за исключением сельскохозяйственных), переставали считаться безработными. На эту дату числилось:
- Landhilfer — 144,981
- Arbeitsdienstwillige — 262,992
- Notstandsarbeiter — 140,126
- Fursorgearbeiter — 71,000

К моменту прихода Гитлера к власти, на 30 января суммарная численность по всем этим группам составляла лишь 258,321.
Основной упор был сделан на интенсификацию начавшейся ещё в 1929 году программы по строительству дорог и мостов, а также на развитие автомобильной промышленности. Организатором и главным проектировщиком строительства автобанов стал инженер дорожно-строительной фирмы Sager & Woerner Фриц Тодт. При этом военно-стратегическое значение автобанов являлось относительным. Несмотря на высокий уровень автомобилизации Германии и большое число умеющих водить автомобиль, автобаны мало способствовали переброске в будущие зоны военных действий войск и тяжёлого вооружения (для этого в основном использовали железные дороги и лошадей). Однако программа дорожного строительства оказалась весьма полезной в плане создания рабочих мест для неквалифицированных лиц — хотя всё же большее количество рабочих мест было создано в сфере строительства военно-морских судов и боевых самолётов. Введение 16 марта 1935 года всеобщей воинской повинности также способствовало полной занятости; благодаря этому же к началу военных действий численность войск возросла со 100000 до одного миллиона солдат.
В июне 1935 года в рамках Имперской службы труда была введена обязательная трудовая повинность, просуществовавшая до 1941 года, и которую работники отбывали по большей части на сельскохозяйственных работах и в муниципальном хозяйстве. Подобный метод создания новых рабочих мест считался насильным и зарубежной прессой более предпочтительным по сравнению с наращиванием вооружений. Повинности подлежали юноши в возрасте от 19 до 24 лет, а с 1 сентября 1939 года и девушки. Территория страны была разделена на 30 трудовых гау, в которых до 1938 года отбыли повинность 350000 юношей. После начала войны повинность всё более приобретала военный характер, в частности, в её рамках выполнялось строительство бункеров.
В ходе борьбы с безработицей, что, в свою очередь, вызвало увеличение числа наёмных работников, происходило постепенное урезание прав рабочих и служащих. 2 мая 1933 года, на следующий день после Дня национального труда, помещения профсоюзов были захвачены, имущество конфисковано, а ведущие деятели арестованы. 10 мая был образован Германский трудовой фронт (ДАФ) под руководством Роберта Лея, в дальнейшем осуществляющий формальное посредничество между рабочими и предприятиями. Закон «О порядке национальной работы» от 20 января 1934 года ввёл новые понятия: отныне работодатель именовался руководителем производства («Betriebsführer»), а наёмные работники — свитой («Gefolgschaft»). ДАФ по возможности жёстко проводил линию по повышению производительности труда и приобщению «свиты» к господствующей идеологии. Часто используемым инструментом пропаганды было объединение «Сила через радость», занимавшееся вопросами организации и контроля досуга населения. С 1936 года произошли изменения в порядке трудоустройства, а также было введено понятие исправительных работ. С целью большей управляемости рабочими были введены трудовые книжки, в связи с чем при смене места работы ограничивались возможности карьерного роста.
Не во всей промышленности — а внутри её отраслей не на каждом предприятии — идеи автаркии и милитаризации встречали поддержку. До 1935 года прямые расходы на военные нужды составляли всего 18 % бюджета; возрастающая автомобилизация служила критерием благосостояния населения, а немецкие автобаны были одним из излюбленных объектов пропаганды преимуществ нацистской экономики. До 1936 года казалось, что обещанный повторный подъём произошёл, и возвращение в мировую экономику ещё возможно. Однако нацисты во главе с Гитлером использовали подъём как подтверждение того, что мнимые «происки международного еврейства» явились причиной мирового экономического кризиса, и преодолеть его необходимо с помощью политики национализма. Для упрочивших своё внутриполитическое положение идей автаркии и жизненного пространства настало время сделать следующий шаг: увеличение масштабов непосредственной подготовки к захватнической войне.
Все экономические мероприятия нацистов, однако, были недостаточными, в частности, производственные мощности были загружены не полностью (см. таблицу).
| Динамика безработицы в промышленности                          | 1932 | 1933 | 1934  | 1935  | 1936  | 1937  |
| Стоящих на учёте как безработных, в среднем в год (млн чел.)   | 6,02 | 4,80 | 2,71  | 2,15  | 1,59  | 0,91  |
| Занятых в строительстве автобанов, в среднем в год (тыс. чел.) | <4,0 | <4,0 | 60,2  | 85,6  | 102,9 | 102,9 |
| Показатели развития немецкого автомобилестроения (1932=100)    | 100  | 204  | 338   | 478   | 585   | 585   |
| Занятых в авиастроении (тыс. чел.)                             | 4,0  | 4,0  | 16,8  | 59,6  | 110,6 | 167,2 |
| Расходы на судостроение (в млн рейхсмарок)                     | 49,6 | 76,1 | 172,3 | 287,0 | 561,3 | 603,1 |

### Германия на европейском рынке угля в 1937 году

## Во время Второй мировой войны

### Топливная проблема

Ёмкости для топлива Вермахта

Добыча нефти в Германии покрывала менее 9 % её потребностей. В 1939 году только 11 % импортируемой нефти поступало в Германию из доступной по суше Румынии, ещё 1,7 % поступало из СССР, а почти весь прочий импорт нефти мог осуществляться только по морю и был крайне уязвим в условиях войны.

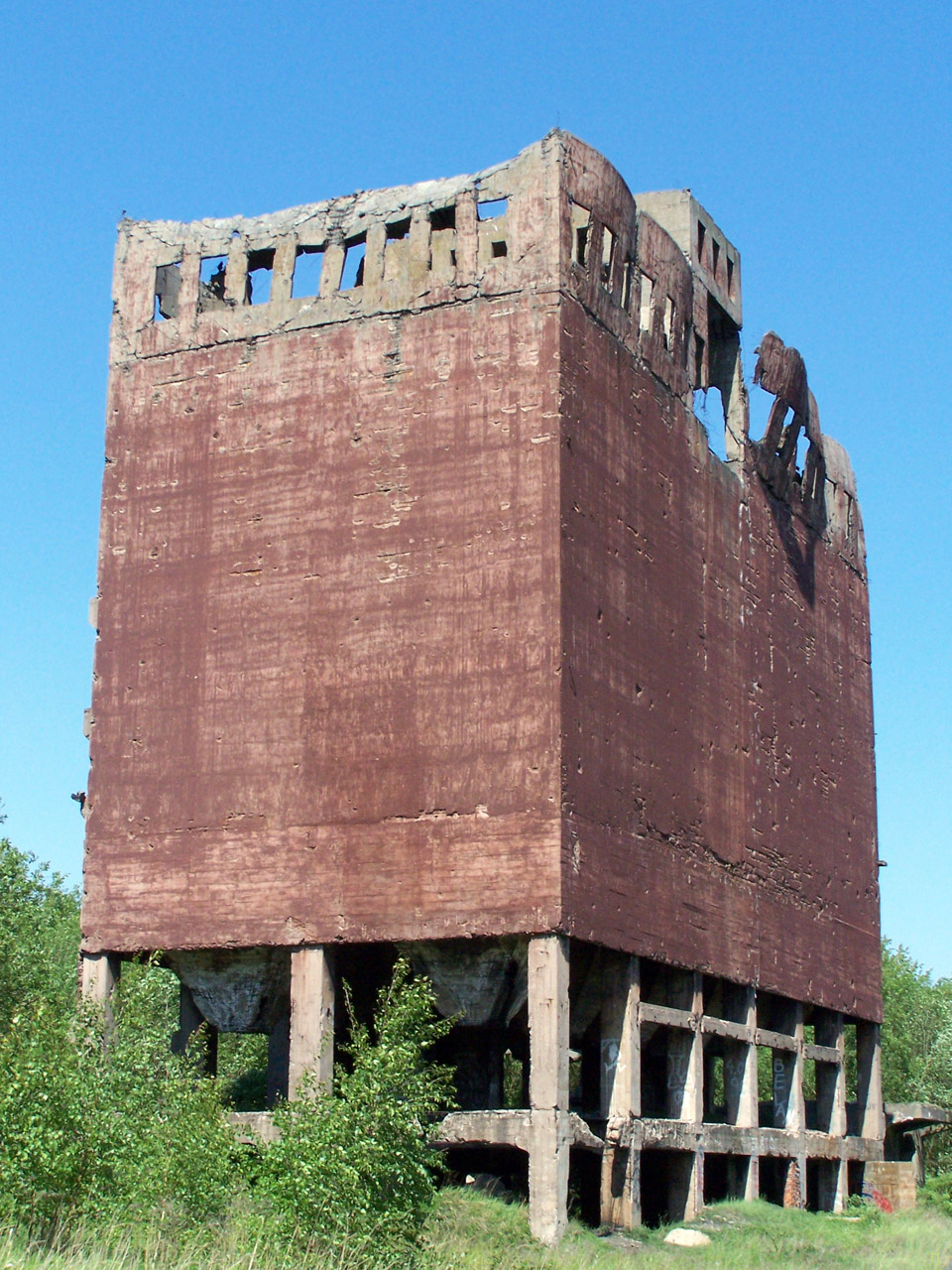
Руины завода по производству синтетического бензина в Пёлиц, Померания (ныне Полице, Польша)

Запасы моторного топлива в Германии на август 1939 составляли 2,2 млн тонн. При этом в 1943 году, по разным данным,  потребление моторных топлив и их заменителей составило от 9,5 до 11,3 млн тонн. Крупнейшим источником топлива стало получение жидких топлив из угля методом гидрогенизации (синтетическое жидкое топливо). 
Сами исследования по синтезу жидкого моторного топлива начались в Германии ещё до Первой мировой войны. В 1936 году была утверждена программа по шестикратному увеличению производства синтетического топлива. В 1938 году начали работать первые 7 заводов, работающих по методу бергинизации (к концу года они дали 1,6 млн тонн топлива), а в следующем году — ещё 7 заводов, работающих по методу Фишера-Тропша, на буром угле. Все заводы быстро вышли на запланированную производственную мощность, доля синтетического топлива в общем топливном балансе Германии стала стремительно возрастать и уже в 1940 году производство синтетического топлива покрыло более трети всей потребности Германии в топливе. 
Также в условиях войны продолжался импорт нефтепродуктов, главным образом, из Румынии. Кроме того, массово использовались газогенераторные автомобили.

### Экономическая блокада Германии
В русле мюнхенской политики «умиротворения» на захват Польши Великобритания и Франция отреагировали так называемой «странной войной». При почти полном отсутствии боевых действий на суше, Великобритания акцентировала внимание на морской блокаде портов Германии, которую правительство Чемберлена и объявило 6 сентября 1939 года. Однако к такому развитию событий Германия была уже готова. Ещё 10 мая 1939 года была издана директива ОКВ, которая предписывала:

Поскольку в случае войны с Англией Германия лишится своих атлантических коммуникаций… подготовить в первую очередь следующие мероприятия:
а) усиленный обмен товарами с Италией;
б) усиленный импорт из юго-восточного пространства;
в) экономическое обеспечение отдельных поставок из Скандинавии, а также перенос перевалочных пунктов (с сухопутного транспорта на суда) и порты Южной Швеции;

г) связанные с этим внутригерманские перемещения в экономике и порядок движения по коммуникациям.— Директива ОКВ от 10 мая 1939 г. о ведении экономической войны
Встречные военные действия против транспортов в Атлантике, начавшиеся после этого с обеих сторон, принципиально не могли принести Англии желаемый эффект, поскольку заинтересованные экспортёры заблаговременно приняли все меры к тому, чтобы перемещать стратегические грузы под нейтральными флагами. Главным товаром, поставки которого реально могли привести военную машину нацистской Германии к кризису, была нефть — а как раз здесь вступали в силу интересы США. Как раз накануне войны американцы получили нефтяные концессии в Саудовской Аравии.
Ещё одним плацдармом, на котором США удалось преуспеть в соперничестве с Великобританией, была Мексика — одна из лидирующих нефтедобывающих стран своего региона. Чемберлен в ответ на национализацию нефтяной промышленности Мексики в марте 1938 года ответил разрывом дипломатических отношений, а президент США Рузвельт проявил гибкость. В результате уже летом 1938 года американский нефтепромышленник У. Р. Дэвис, поддерживавший тесные отношения с Г. Герингом, организовал экспорт мексиканской нефти в Германию и фашистскую Италию. С июня 1938 по сентябрь 1939 года «Davis Oil Company» переправила через океан 3 млн т. мексиканской нефти, и более половины — в Германию. В результате перед войной доля Мексики в германском импорте нефти составила 20 %.
Существенно подорвал эффективность британской морской блокады Германии манёвр Муссолини: вопреки ожиданиям Чемберлена и Даладье, с началом войны Италия не вступила в войну, а заняла позиции невоюющего союзника Гитлера. В результате британское адмиралтейство было вынуждено дать указание флоту в Средиземном море «соблюдать осторожность» (то есть пропускать итальянские корабли), дабы не спровоцировать вступление Италии в войну.
Крупнейшим поставщиком нефти в Европе у Гитлера была Румыния. 12 сентября 1939 года военный кабинет Англии принял решение скупить всю румынскую нефть. Требование правительства Румынии оплатить за нефть в долларах оказалось для Англии неприемлемым. В итоге переговоры были прекращены, и румынская нефть осталась Гитлеру. Примечательно, что оплаты в долларах требовало не столько правительство Румынии, сколько иностранные (и в том числе и британские) частные компании, в чьих руках находилось три четверти экспорта румынской нефти.
После того, как был подписан Договор о ненападении между Германией и Советским Союзом, 17 сентября 1939 года в результате вторжения в Польшу советские войска заняли нефтепромышленный район Дрогобыч — Борислав, а железнодорожную линию от Львова до румынской границы (по которой можно было поставлять нефть) перешили на советскую колею. Расценивая это, как желание СССР преградить путь Германии не только на Восток, но и на юго-восток, лорд Галифакс обратил внимание британского посла в США маркиза Лотиана на негативные последствия от продолжения экономической блокады Германии и намекнул на возможность получения мирных инициатив от Гитлера. Действительно, 6 октября 1939 года фюрер выступил в рейхстаге с предложениями о мирном урегулировании, но Франция и Великобритания их отклонили. Тем временем, попытки британского правительства положить конец нарушениям экономической блокады Германии со стороны американских судов, оставались безуспешными. Из-за беспрецедентного ледостава на Дунае в суровую зиму 1939/1940 годов снабжение Германии румынской нефтью резко сократилось. Когда в марте 1940 года лёд растаял, поставки в Германию первыми возобновили франко-бельгийская компания «Колумбия» и американская «Ромыно-Американа».
Вместе с тем, подписание Договора о ненападении также не повлекло за собой немедленного и резкого изменения в германо-советской торговле. После достижения в 1931 году рекордного уровня (1,07 млрд марок, в том числе 762,7 млн экспорт и 303,5 млн импорт из СССР) товарооборот стал снижаться, и особенно резко — после прихода Гитлера к власти. В 1934 году импорт из СССР упал до 223, в 1936 до 93,2 и в 1938 до 47,4 млн марок. 19 августа 1939 года был подписан новый торговый договор, по которому СССР обязывался поставить Германии в течение двух лет товаров на 180 млн марок, в обмен на кредит в 200 млн марок для встречных закупок немецких товаров. На обороты текущего года этот договор почти не повлиял, и импорт за 1939 год вырос лишь до 52,8 млн марок.
Непросто обстояли дела и в следующем, 1940 году. Соглашение от 11 февраля 1940 года формально открывало возможность увеличить годовой объём советских поставок до 420—430 млн марок, включая 1 млн т зерна и 900 тыс. т нефти. Фактически же за первые 6 месяцев (по август 1940) СССР поставил лишь 28 % от плана. Причина была в том, что германские поставки серьёзно отставали от советских: так, СССР направил сырья на 119,1 млн марок, а получил от Германии техники только на 84,2 млн марок (включая самолёты: 2 «Дорнье-215», 5 «Мессершмитт-109Е», 5 «Мессершмитт-110», 2 «Юнкерс-88», 3+2=5 «Хейнкель-100», 3 «Бюккер-131» и 3 «Бюккер-133», а также крейсер «Лютцов». 12 сентября 1940 года Микоян предупредил немецкую сторону, что из-за отставания германских поставок советский экспорт может быть сокращён вплоть до временной приостановки. Так и получилось: в IV квартале экспорт по сравнению с III кварталом сократился в 2 раза, а в начале 1941 года сократился вновь. В итоге за 1940 год Германия получила из СССР 657 тыс. т нефти вместо 900. Меньше обещанного оказались и поставки зерна. Основную его часть составил ячмень (732 тыс. т) и овёс (143 тыс. тонн); что касается пшеницы, то её поставки составили лишь символические 5 тыс. тонн.
За полтора года, с конца 1939 по конец мая 1941 года Германия импортировала из СССР 1 млн т нефтепродуктов на 95 млн марок, 1,6 млн т зерна на 250 млн марок, 111 тыс. т хлопка на 100 млн марок, 36 тыс. т жмыха на 6,4 млн марок, 10 тыс. т льна на 14,7 млн марок, лесоматериалов на 41,3 млн марок, 1,8 тыс. т никеля на 8,1 млн марок, 185 тыс. т марганцевой руды на 7,6 млн марок, 23 тыс. т хромовой руды на 2 млн марок, 214 тыс. т фосфатов на 6 млн марок.

### Ресурсы оккупированных территорий
В июне 1941 года территория, контролируемая нацистской Германией, составляла всю Европу, кроме Швеции, Швейцарии и стран, сочувствовавших Рейху, а также Великобритании с Исландией (например, Чехия составляла ~ 30 % экономического потенциала Рейха). Эта территория обладала превосходящими СССР людскими ресурсами. 

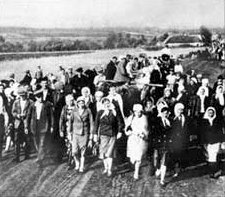
Остарбайтеры: Угон граждан СССР на работу в Германию. Черкасская область Украинской ССР, 1942 год

Существенный вклад в промышленный потенциал Германии внесли жители оккупированных территорий, большая часть которых была перевезена в Германию насильно. По данным П. М. Поляна, более 50 % «остарбайтеров» составляли бывшие граждане СССР с оккупированных территорий РСФСР, Белоруссии и Украины, и ещё 30 % прибывшие из Польши (30 %). В этническом составе остарбайтеров доминировали русские, украинцы, поляки, белорусы, татары и др. Общая численность остарбайтеров оценивается в пределах между 3 и 5,5 миллионами человек.

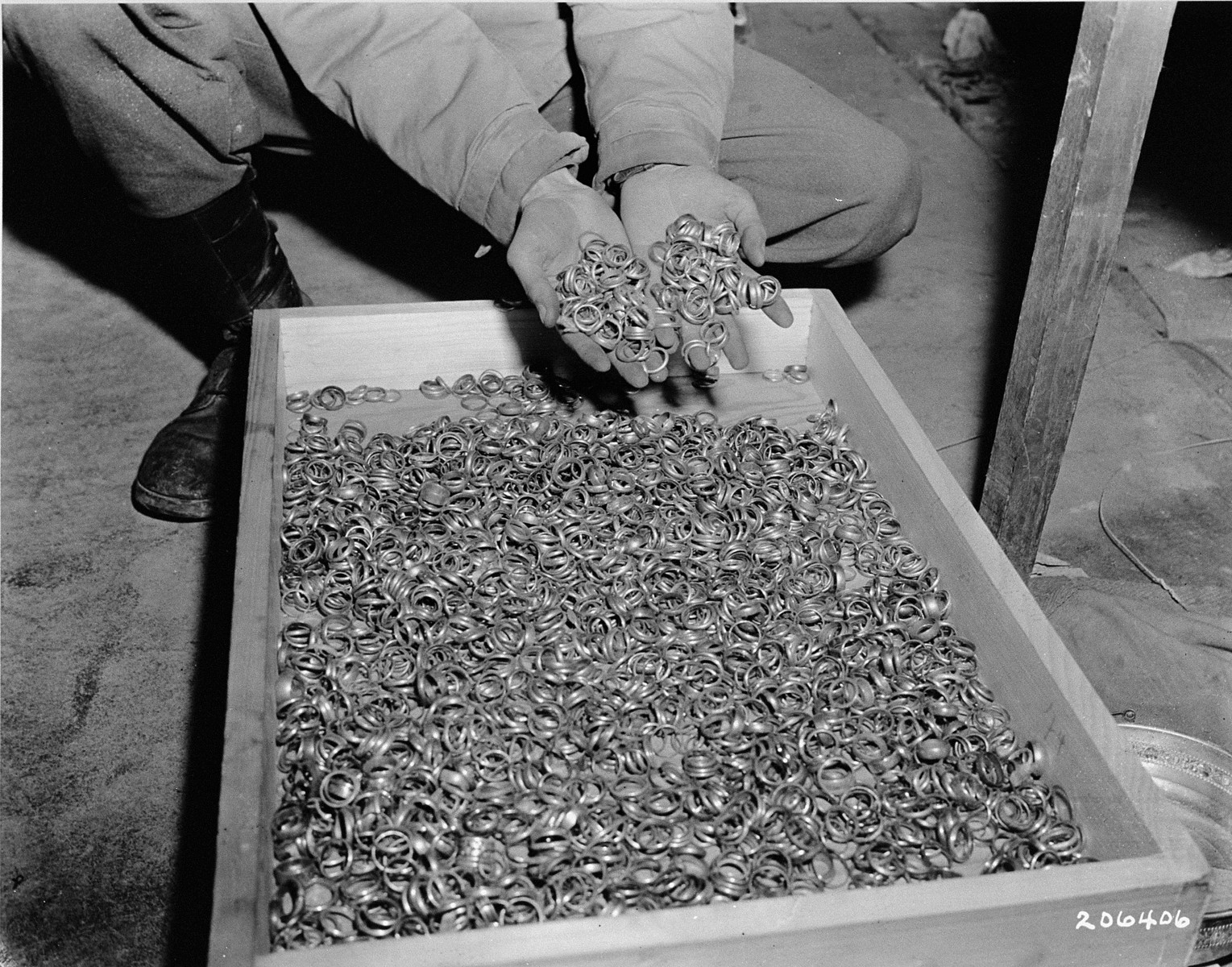
Конфискованные у узников Бухенвальда золотые кольца

По состоянию на осень 1944 года в промышленности Германии работало 8 миллионов иностранцев, то есть четверть всего занятого в промышленности контингента. 2 миллиона из них были военнопленные. Из Советского союза было вывезено 2,5 миллиона, 1,7 миллиона — из Польши, 1,3 миллиона — из Франции, 600 тысяч — из Италии. К тому же 650 тыс. заключённых концлагерей, в большинстве евреев — «жили пока работали». Около половины работников из СССР и Польши составляли женщины, средний возраст которых был 20 лет.
Германия также захватила золотой запас оккупированных государств, в совокупности составлявший примерно 437,5 тонн (больше всего золота было захвачено в Бельгии и Нидерландах). Кроме того, конфисковались ценности у жертв Холокоста. Отчёт, подготовленный Управлением специальных расследований Министерства юстиции США, оценил эти конфискованные золотые и серебряные слитки, монеты, столовое серебро и золото, кольца, часы, стоматологическое золото и т. д. в 40,5 млн долл. (что эквивалентно 36,5 т золота). 15 мая 1945 года в подвалах Рейхсбанка в Берлине советские представители нашли лишь 90 слитков золота (примерно 1,2–1,3 т) и 3,5 млн долл. в валюте разных стран, а также различные облигации. Политика нацистов заключалась не в накоплении золотого запаса, а в его продаже, чтобы на вырученную иностранную валюту закупать стратегическое сырье. За время войны золото стоимостью более 300 млн долл. было переправлено  в нейтральные страны — Португалию (124 т), Испанию (123 т), Швецию (16,4–20,1 т) и Турцию (8,9–13,3 т). Кроме того, Рейхсбанк перевел в другие национальные банки нейтральных стран в Европе, Азии и Латинской Америке золота на 92,4 млн долл. (83 т); а ещё золото на 51,5 млн долл. (46 т) — в филиалы иностранных банков, преимущественно в Юго-Восточной Европе и Турции. Швейцария за счёт награбленных нацистами богатств пополнила свой золотой запас с 446 т в 1940 году до 1064 т в 1945 году. 
- Имперская служба труда (Reichsarbeitsdienst, RAD)
- Остарбайтеры

### Военное производство

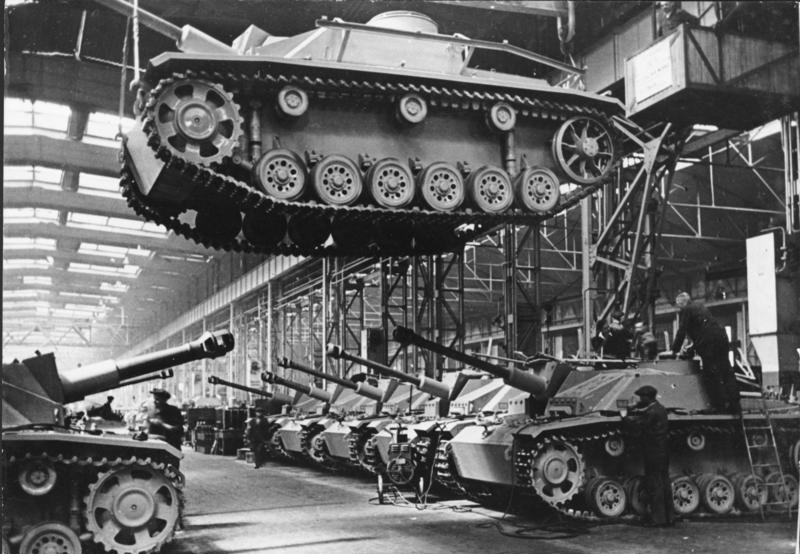
Завод по производству Sturmgeschütz III (1943)

В первый год войны против СССР Рейху оказались подчинены и территории Белорусской ССР, Украинской ССР, Прибалтики (в том числе по Рижским договорам 1920 и 1921 гг.) — это миллионы людей, тысячи предприятий, служивших вермахту. На эту же величину уменьшился экономический потенциал РККА.
Однако в 1942 году министр вооружения Фриц Тодт предупреждал Гитлера, что в экономическом смысле Германия уже проиграла войну. С этим был согласен и Альберт Шпеер, сменивший Тодта на его посту после гибели последнего в авиационной катастрофе и показавший себя талантливым организатором. Благодаря его усилиям военная промышленность Германии наращивала объём производства вплоть до осени 1944 года.
Как считал Шпеер, в техническом отношении Германия потерпела поражение 12 мая 1944 года, когда вследствие массированных бомбардировок союзников было уничтожено 90 % заводов, производящих синтетическое горючее.

## Реформирование

### Корпоративная реформа
Концепция построения корпоративного государства предполагает создание профессиональных самоуправляемых организаций двух типов: для работодателей (гильдий) и для наёмных работников (профсоюза). При этом предполагается принудительное синдицирование всех (за исключением «не граждан», — евреев, цыган, негров) работников и работодателей.
- Имперская экономическая палата (нем. Reichswirtschaftskammer) — общегерманская сословная гильдия, образованная в соответствии с «Законом о подготовке органического строения экономики» от 27 февраля 1934 года. Создание гильдии было призвано облегчить регламентирование промышленного производства со стороны властей и включение экономики в систему подготовки германской экономики к войне. Структурно делилось на 6 групп:

1. промышленности (руководители Густав Крупп и др.)
2. банков (возглавлял Курт фон Шрёдер)
3. торговли (возглавлял Франц Хайлер)
4. страхования (возглавлял Эдуард Хилгард)
5. энергетики
6. ремесленного производства

- Имперское продовольственное сословие (нем. Reichsnährstand, RNST) — общегерманская профессиональная гильдия (корпорация), образованная в соответствии с постановлением от 8 декабря 1933 года к «Закону о временной организации Имперского продовольственного сословия» от 13 сентября 1933 года. Через контроль имперского министерства продовольствия и сельского хозяйства осуществлялось государственно-монополистическое регулирование производства сельскохозяйственных продуктов и первичной переработки сельскохозяйственного сырья.

Целями и задачами были:
1. Обеспечить продовольственную автаркию Германии
2. Регламентирование сельскохозяйственного производства со стороны властей
3. Включение сельского хозяйства в систему подготовки германской экономики к войне.

- Имперское сословие немецкого ремесла (нем. Reichsstandes des Deutschen Handwerks; RDH) — общегерманская профессиональная гильдия ремесленников объединившая 52 имперских цеховых союза и входившая в Имперскую экономическую палату. В состав сословия включались все ремесленные и некоторые кустарные производства.

### Имперская экономическая палата (гильдия)
Ведущее объединением предпринимателей — Имперское объединение германской промышленности 13 февраля 1934 года подготовило проект реформирования — Структуру организации промышленности нацистской Германии. На основе этого проекта 27 февраля 1934 года, был принят Закон о подготовке органического строения экономики. В результате исполнения Закона была сформирована Имперская экономическая палата (нем. Reichswirtschaftskammer) — саморегулируемая общегерманская профессиональная гильдия предпринимателей.

### Германский трудовой фронт (профсоюз)
2 апреля 1933 г. все не национал-социалистические профсоюзы были запрещены. 10 апреля вместо запрещённых профсоюзов был образован Германский трудовой фронт (нем. Deutsche Arbeitsfront). Ядро новой организации составили национал-социалистические профсоюзы, остальные «некоммунистические» профсоюзы были принудительно присоединены. Закон о доверенных лицах на предприятиях от 19 мая 1933 г. устанавливал новую форму взаимоотношений между работодателем и работниками. 7 сентября 1933 г. был разработан детальный рамочный проект урегулирования трудовых отношений — Меморандум к законам по урегулированию трудовых отношений. 20 января 1934 г. на основе доработанного проекта был принят Закон о регулировании национального труда, а затем ещё 19 директивных инструкций по его осуществлению, явившимися основой регулирования трудовых отношений в промышленности и деятельности Германского трудового фронта.

### Виды инструментов расчётов по обязательствам
Внешние обязательства:
- Счета ASKI — внешнеторговая клиринговая система.
- Валютные счета — использование для юрлиц (под жесточайшим контролем государства, за злоупотребления — расстрел), для физлиц — лимит в случае поездки за границу.

Внутренние обязательства:
- Национальная валюта, на момент своего появления — земельная рейхсмарка, привязанная к стоимости общенародной собственности — земле
- Оффа-векселя — для расчётов внутри «общин»
- Мефо-вексель — для инвестиционного кредитования, проведение расчётов между предприятиями с возможностью конвертации (под контролем государства) в национальную валюту. А здесь могли бы быть деньги Федера. Деньги Гезеля тут неподходящи, так как в разных секторах экономики разные периоды обращения и окупаемости. Окупаемость госсектор не интересовала, если это нужно «народу и рейху», то инвестиции открывались и под явно убыточные проекты
- Валютные «нотгельды» — иностранная валюта, «эмитированная» не зарубежной, а собственной страной (валютные беспроцентные облигации в фунтах стерлингов и долларах), для хеджирования и «любителей» инвестирования в валюту.
- Налоговые сертификаты — с одной стороны: госзаём, с другой — расширение самим государством оборотной базы с целью корпоративного кредитования за счёт будущих налоговых поступлений. Некоторая похожесть на «госнотгельды» (обеспечение за счёт будущих доходов от почты, телеграфа и железных дорог) времён гиперинфляции 1923/24 гг.

Обязательства территорий:
- Лагерные деньги, деньги гетто, и другие, например, Бефиль-деньги.
- Оккупационные марки, для граждан Германии (и только при возвращении в Германию) с установленным курсом конвертации в рейхсмарки.

Здесь также могли были бы быть деньги Гезеля, но в планы руководства нацистской Германии, естественно, это не входило.
- Важным источником финансирования гитлеровской Германии было разграбление захваченных нацистами европейских стран и народов, составлявшее около трети бюджета Германии во время войны, что установила в 2010 году независимая комиссия международных экспертов, созданная по настоянию бывшего министра финансов ФРГ П. Штайнбрюка[22].

### Комплексный механизм ликвидации инфляции
- Денежная автаркия — «развязка» национальной валюты с мировым валютным рынком (фунтом-стерлингом, для 30-х годов 20 века). Курс марки не привязывался к какой-либо иностранной валюте или корзине.
- Запрет на вывоз национальной валюты (рейхсмарки) за рубеж.
- Законодательное ограничение предельных размеров дивидендов и процентов.
- Замораживание заработков и цен потребительского рынка.
- Картелирование всей (100 %) экономики:
- Как следствие — полное устранение из сферы производства посредников.
- Планирование спроса и предложения с запретом на статусное потребление импортных товаров.
- Система государственных лицензий для внешнеторговых сделок.
- Немыслимый высокий налог на вывоз капитала.

### Социальное устройство
Будущее общество представлялось нацистами как сеть, управляемая тремя вертикалями (иерархиями) власти.
Первая сторона треугольника — сфера обитания (место проживания, времяпровождения, комфортность рабочего места и .т.п.). Здесь доминировал демократический принцип формирования вертикали — выборность руководителей.
Вторая сторона — сфера общественного производства. Эта вертикаль формировалась по профессиональному принципу, исходя из качеств: — знаний, опыта, результатов аттестаций.
Третья сторона — сфера общенационального духа. Назначения в этой вертикали производились, когда партия признавала руководителя достойным.
Главными (но не единственными) регуляторами были: в «сфере обитания» — Трудовой фронт, в «сфере духа» — НСДАП, в «сфере производства» — Имперская экономическая палата.
Треугольник имел ещё одно, мистическое значение: одна сторона символизировала то, что обычно называют «сердцем», вторая — разум, а третья — волю.
Один и тот же гражданин мог выступать в качестве руководителя одной или одновременно нескольких «вертикалей». При этом его ранги в каждой из вертикалей могли существенно различаться. При разрешении конфликтных ситуаций предполагалось, что решения будут приниматься по мажоритарному принципу: когда какие-либо две вертикали приходили к общему согласию, то третья (несогласная ранее) должна была адаптировать свою политику. Руководителями низших звеньев всех трёх иерархий управления были общественники, высших звеньев — «освобождённые» работники, получающие заработную плату.